# Mesquita Charminar
La Mesquita Charminar (en hindi: चार मीनार, en urdú: چار مینار, 'Quatre columnes o quatre torres'), del 1591, és una mesquita i monument, una mena de porta cerimonial, localitzada a la ciutat índia de Hyderabad, des del 2014 capital dels estats de Telangana i Andhra Pradesh (abans units). La fita s'ha convertit en una icona mundial de Hyderabad, i figura entre les construccions més reconegudes de l'Índia. La Mesquita Charminar és a la riba oriental del riu Musi: al nord-est es troba el Basar Laad i a l'extrem oest una altra mesquita, la ricament ornamentada en granit Mesquita Meca Masjid. Les torres epònimes de l'edificació són unes pilastres-minaret ricament ornamentades que, unides, ajuden a estabilitzar quatre grans arcs triomfals sobre els quals recolza una gran plaça elevada en què va haver-hi una mesquita.
El 10 de setembre del 2010 el conjunt «Els Monuments Qutb Shahi de Hyderabad: Fort Golconda, Tombes dels Qutb Shahi, Charminar» fou inscrit en la Llista Indicativa de l'Índia —pas previ per a ser declarat Patrimoni de la Humanitat per la UNESCO—, en la categoria de Bé Cultural (núm. ref. 5573) com a béns que simbolitzen el regnat de la dinastia dels kutubxàhides.

## Origen de l'edifici
Hi ha llegendes populars que expliquen l'origen del monument. El Servei Arqueològic de l'Índia, l'actual administrador de l'edifici, esmenta en els seus llibres que: «Hi ha diferents teories sobre la finalitat per a la qual es va construir Charminar. És àmpliament acceptat, però, que es va construir al bell mig de la ciutat per a commemorar l'erradicació d'una plaga», ja que Qutb Shah havia pregat el final d'una epidèmia de pesta que assolava la ciutat i es va comprometre a construir una mesquita al mateix lloc on havia resar. Segons Jean de Thévenot, un viatger francés del segle XVII, la narració del qual es complementa amb textos perses disponibles, el Charminar es va construir al 1591 per a commemorar l'inici del segon any del mil·lenni islàmic (1000 AH), un esdeveniment que se celebrà arreu del món islàmic, per la qual cosa Qutb Shah fundà la ciutat d'Hyderabad aqueix any per a celebrar-ne el mil·lenari amb la construcció de Charminar.:17-19
Masud Hussain Khan, un historiador, esmenta en un dels seus llibres que la construcció de Charminar s'acabà l'any 1592, i que fou la ciutat d'Hyderabad la que en realitat es va fundar l'any 1591.  :4  Segons el llibre Dies de l'Estimat, Qutb Shah va construir Charminar l'any 1589, en el mateix lloc on per primera vegada va veure la futura reina Bhagmati, i després de la seua conversió a l'islam, Qutb Shah canvià de nom la ciutat a Hyderabad. Tot i que aquesta història ha estat desmentida per historiadors i estudiosos, esdevingué una llegenda popular. :3,12
Qutb Shah (que fou un dels primers poetes en dakhani urdú), mentre establia les bases de Charminar, va compondre les recordades oracions en apariats Dakhini: :4 
| Dakhini Urdu میرا شہر لوگوں سے مامور کر راكهيو جوتو دريا میں مچھلی جيسے | en: urdu Mera shahr logon sota mamoor kar Rakhya joon el teu darya main machli jaise: :4 | transliteració al català: Ompli aquesta ciutat meua amb gent com Tu, que has omplert el riu de peixos, oh, Senyor: :4 |

Durant el domini mogol entre Qutb Shahi i el govern d'Asaf Jah, el minaret sud-occidental s'ensorrà després de ser colpejat per un raig i «va ser reparat immediatament». El 1824, el monument fou restaurat de nou.

## Disseny i construcció
Mohammed Quli Qutb Shah va establir la fundació de Charminar, destinada a servir de mesquita i madrassa. Mir Momin Astarabadi, el seu primer ministre, va dirigir-ne el disseny i de la nova capital (Hyderabad).  :170  A més a més, alguns eminents arquitectes perses també van ser convidats a desenvolupar la planta de la ciutat. L'edificació n'és d'estil indoislàmic, i hi incorpora elements arquitectònics perses. El Charminar va ser construït en la intersecció de la històrica ruta comercial que connecta els mercats de la Golkonda amb la ciutat portuària de Masulipatam.  :195  La ciutat d'Hyderabad es dissenyà amb Charminar com a peça central, i s'estén en quatre quadrants i cambres: cap al nord de Charminar hi ha la Char Kaman, una de les quatre portes construïdes als punts cardinals.

## L'edifici

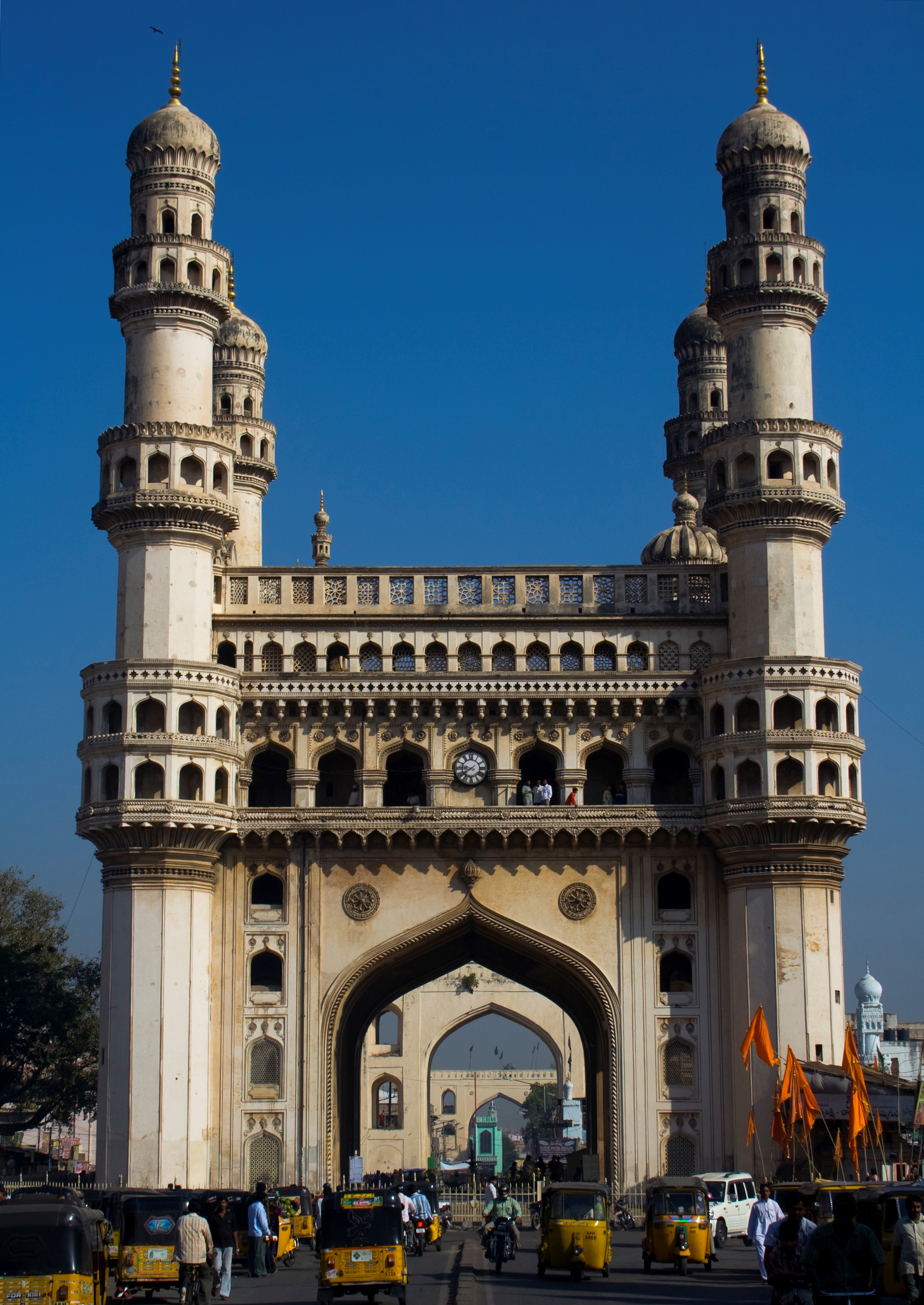
Charminar

Charminar forma part de l'arquitectura islàmica. L'edifici és de granit, gres, morter i marbre polvoritzat.
També hi ha una llegenda sobre un túnel subterrani que connectaria el fort de Golkonda amb Charminar, possiblement com una via de fuita per als governants Qutb Shahi en cas de setge, tot i que se'n desconeix la ubicació.
El Charminar és quadrat, amb cada costat de 30 m de longitud, amb quatre grans arcs cadascú davant d'un punt on s'obrin quatre carrers. En cada cantó hi ha un minaret de 56 m d'alçada amb doble balconada. Cada minaret està coronat per una cúpula bulbosa. A diferència del Taj Mahal, els quatre minarets estriats de Charminar estan integrats en l'estructura principal. L'edificació també és coneguda per la profusió d'estucs i la disposició de balustrades i balconades.
A l'extrem oest de la coberta oberta hi ha una mesquita i la part restant del terrat fou un tribunal durant els temps de Qutb Shahi. La mesquita d'ara ocupa la planta superior de l'edifici de quatre pisos. Una volta que apareix des de dins com una cúpula suporta dues galeries en el Charminar, l'una sobre l'altra, i per sobre d'ambdues hi ha una terrassa com a coberta, envoltada d'una balconada de pedra. La galeria principal té 45 espais coberts per a la pregària, amb un gran espai obert davant per a més persones en les oracions del divendres.
El 1989 se'n va afegir un rellotge en cada punt cardinal i n'hi ha un dipòsit d'aigua al mig, amb una petita font per a la ablució.

## Voltants
L'àrea que envolta Charminar es coneix també per aquest nom. El monument domina una altra gran mesquita, la Masjid Meca. Muhammad Quli Qutb Shah, el cinqué governant de la dinastia Qutb Shahi, encarregà que un bon nombre de rajoles es fessen amb terra portada de La Meca, el lloc més sagrat de l'islam: s'utilitzaren en l'arc central de la mesquita, per donar-li així a la mesquita el nom. Formava l'eix a l'entorn del qual es va dissenyar la ciutat per Muhammad Quli Qutub Shah.
En el seu apogeu, el mercat Charminar tenia unes 14.000 botigues.
El 2007, els musulmans Hyderabad que viuen al Pakistan van construir una rèplica quasi igual a petita escala de Charminar a la cruïlla principal del barri de Bahadurabad, de Karachi.

## Galeria d'imatges

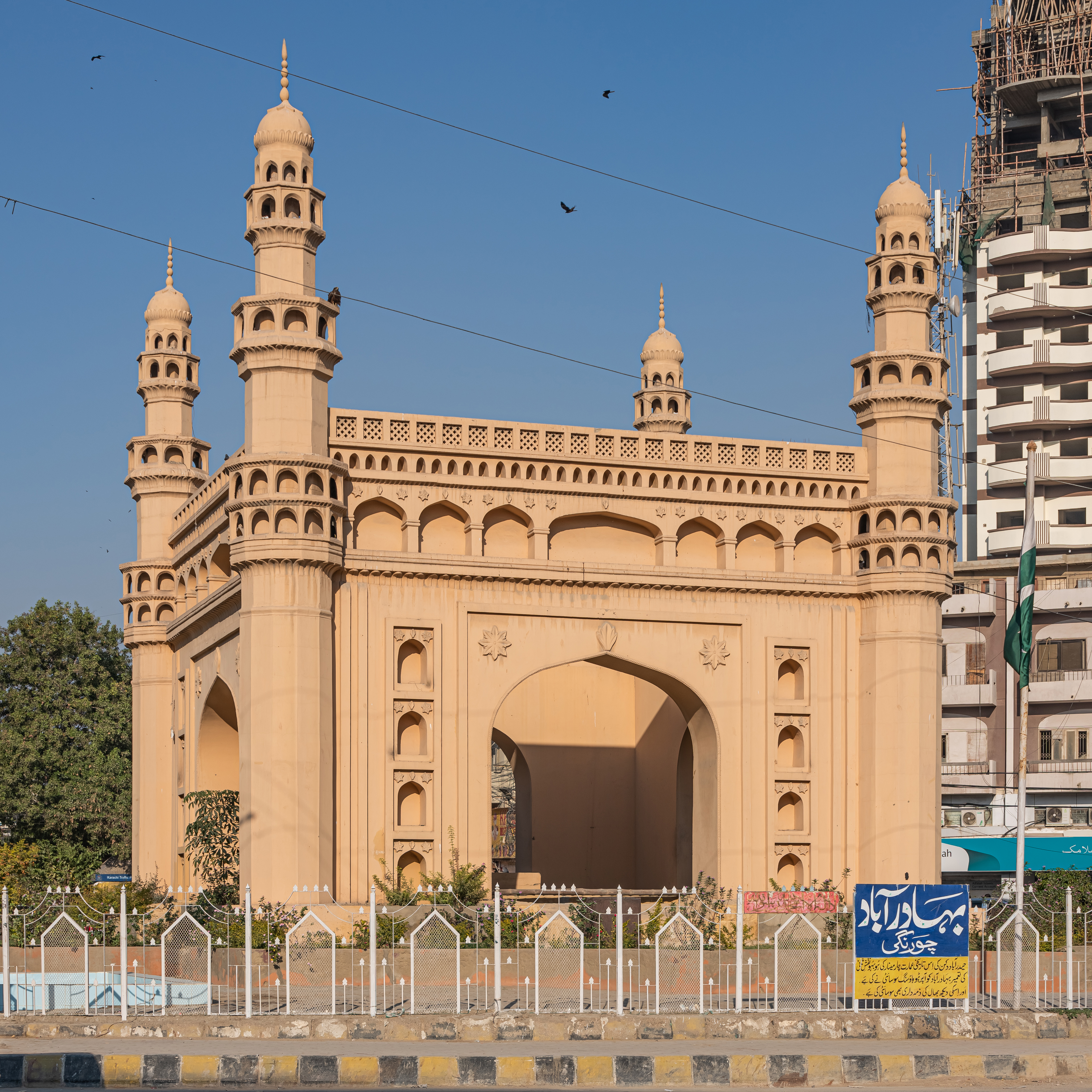
La rèplica a escala de Charminar erigida el 2007 a Bahadurabad, a Karachi, Pakistan
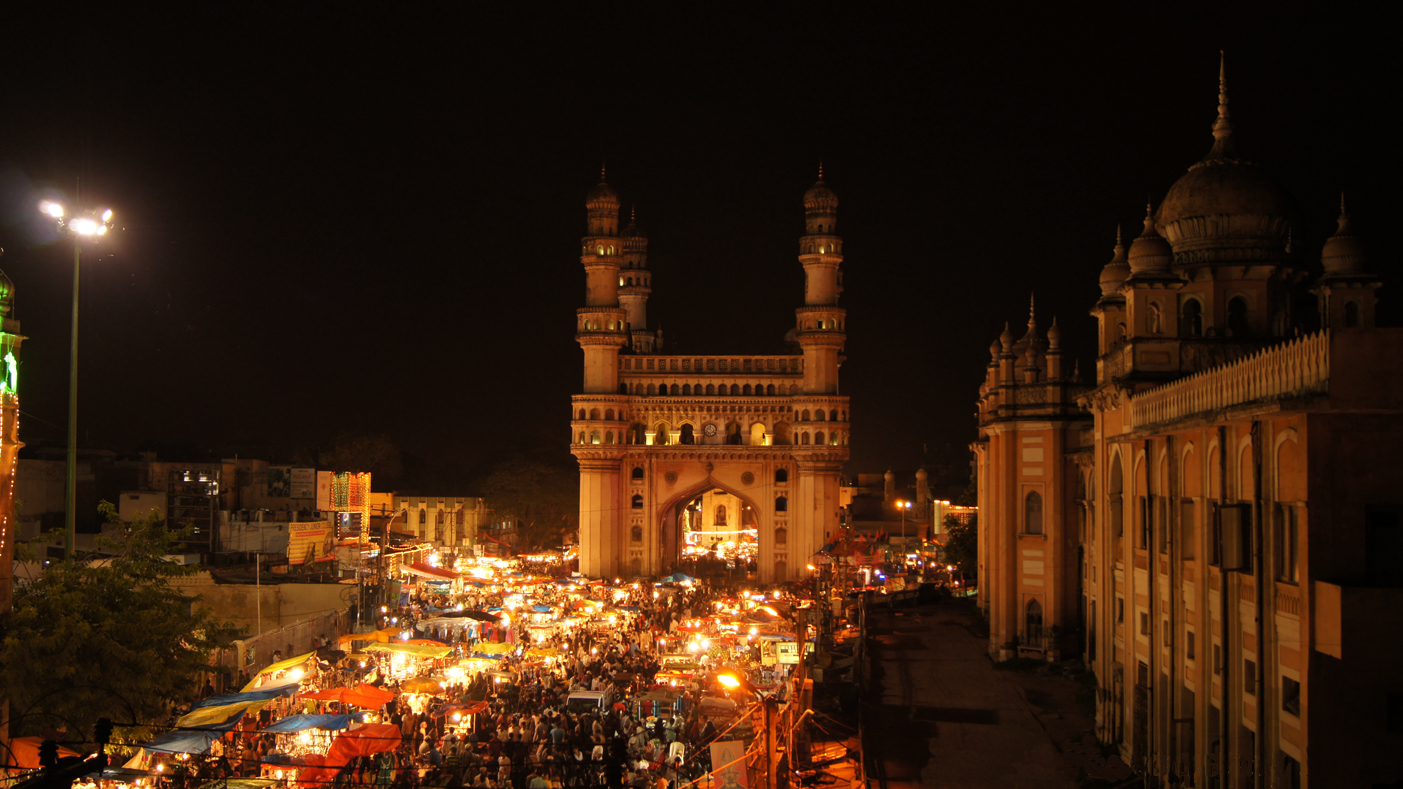
Una vista nocturna de Charminar i els voltants durant el Ramadà
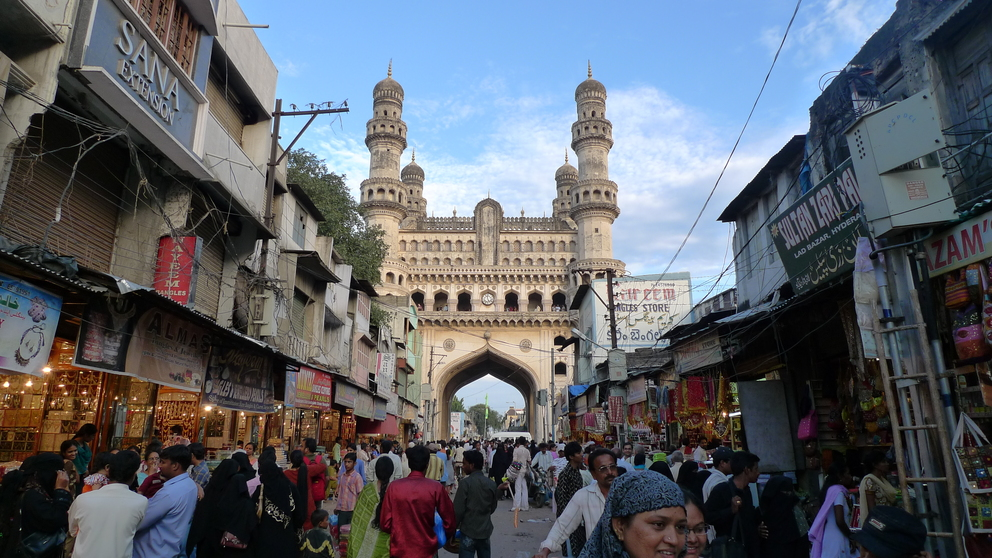
Basar Laad, prop de Charminar